# Enkeleid Dobi
Enkeleid Dobi (ur. 23 maja 1975 w Durrës) – albański piłkarz występujący na pozycji pomocnika lub napastnika, reprezentant Albanii w latach 1995–2003, trener piłkarski.

## Kariera klubowa
Karierę rozpoczynał w klubie Teuta Durrës, w barwach którego w sezonie 1993/94 wygrał Kategoria e Parë, a w sezonie 1994/95 zdobył Puchar Albanii. Na początku 1997 przeniósł się do chorwackiego NK Varteks, gdzie w ciągu półtora roku zaliczył dwa występy. W chorwackim klubie grał jako napastnik. W sezonie 1998/99 był wypożyczony do słoweńskiego NK Beltinci, a sezon później wrócił do Varteksu. W 2000 przeszedł do polskiej I ligi, do Zagłębia Lubin, w barwach którego rozegrał 51 ligowych meczów. W polskiej I lidze grał jeszcze w Górniku Zabrze. W 2003 trafił do francuskiego trzecioligowego ES Viry-Châtillon.

## Kariera reprezentacyjna
30 listopada 1995 zadebiutował w reprezentacji Albanii w spotkaniu z Bośnią i Hercegowiną, w którym strzelił bramkę. Ogółem w latach 1995–2003 Dobi rozegrał w drużynie narodowej 6 spotkań i zdobył 1 gola.

## Kariera trenerska
W latach 2017–2020 był trenerem KS Polkowice, z którym w sezonie 2018/19 wywalczył awans do II ligi. 30 lipca 2020 został trenerem pierwszoligowego Widzewa Łódź. 13 kwietnia 2021 został zwolniony ze stanowiska.

## Życie prywatne
Jest żonaty z Polką pochodząca z Lubina. Posiada obywatelstwo albańskie i polskie.

## Sukcesy
Teuta Durrës
- mistrzostwo Albanii: 1993/94
- Puchar Albanii: 1994/95